# Брандруп (тауншип, Миннесота)
Брандруп (англ. Brandrup) — тауншип в округе Уилкин, Миннесота, США. На 2000 год его население составило 172 человека.

## География
По данным Бюро переписи населения США площадь тауншипа составляет 140,4 км², из которых 140,3 км² занимает суша, а 0,1 км² — вода (0,04 %).

## Демография
По данным переписи населения 2000 года здесь находились 172 человека, 55 домохозяйств и 49 семей. Плотность населения — 1,2 чел./км². На территории тауншипа расположена 61 постройка со средней плотностью 0,4 построек на один квадратный километр. Расовый состав населения: 99,42 % белых и 0,58 % приходится на две или более других рас.
Из 55 домохозяйств в 47,3 % воспитывались дети до 18 лет, в 83,6 % проживали супружеские пары, в 5,5 % проживали незамужние женщины и в 10,9 % домохозяйств проживали несемейные люди. 5,5 % домохозяйств состояли из одного человека, при том 3,6 % из — одиноких пожилых людей старше 65 лет. Средний размер домохозяйства — 3,13, а семьи — 3,31 человека.
34,3 % населения — младше 18 лет, 2,3 % — в возрасте от 18 до 24 лет, 30,2 % — от 25 до 44, 21,5 % — от 45 до 64, и 11,6 % — старше 65 лет. Средний возраст — 36 лет. На каждые 100 женщин приходилось 95,5 мужчин. На каждые 100 женщин старше 18 приходилось 105,5 мужчин.
Средний годовой доход домохозяйства составлял 43 333 доллара, а средний годовой доход семьи — 44 167 долларов. Средний доход мужчин — 30 625 долларов, в то время как у женщин — 20 938. Доход на душу населения составил 14 720 долларов. За чертой бедности находились семей и всего населения тауншипа, _ из которых — люди моложе 18 и _ старше 65 лет.